# Hermannia linnaeoides
Hermannia linnaeoides är en malvaväxtart som först beskrevs av William John Burchell, och fick sitt nu gällande namn av Karl Moritz Schumann. Hermannia linnaeoides ingår i släktet Hermannia och familjen malvaväxter. Inga underarter finns listade i Catalogue of Life.